# 정완균
정완균(1959년~)은 대한민국의 로봇공학자이다.

## 학력
1981년 서울대학교 기계설계학과

1983년 KAIST 기계공학과(석사)

1987년 KAIST 생산공학과(박사)

## 경력
1988년 카네기멜론대 Robotics Institute 교환교수

1990년 포항공과대 기계공학과 교수(현재)

2008년 ‘Transactions on Robotics’ 편집위원

2013년 한국로봇학회장(9대)

## 같이 보기
- 지능형 로봇
- 로봇산업
- 로봇인
- 로봇공학자